# Vladimír Remek

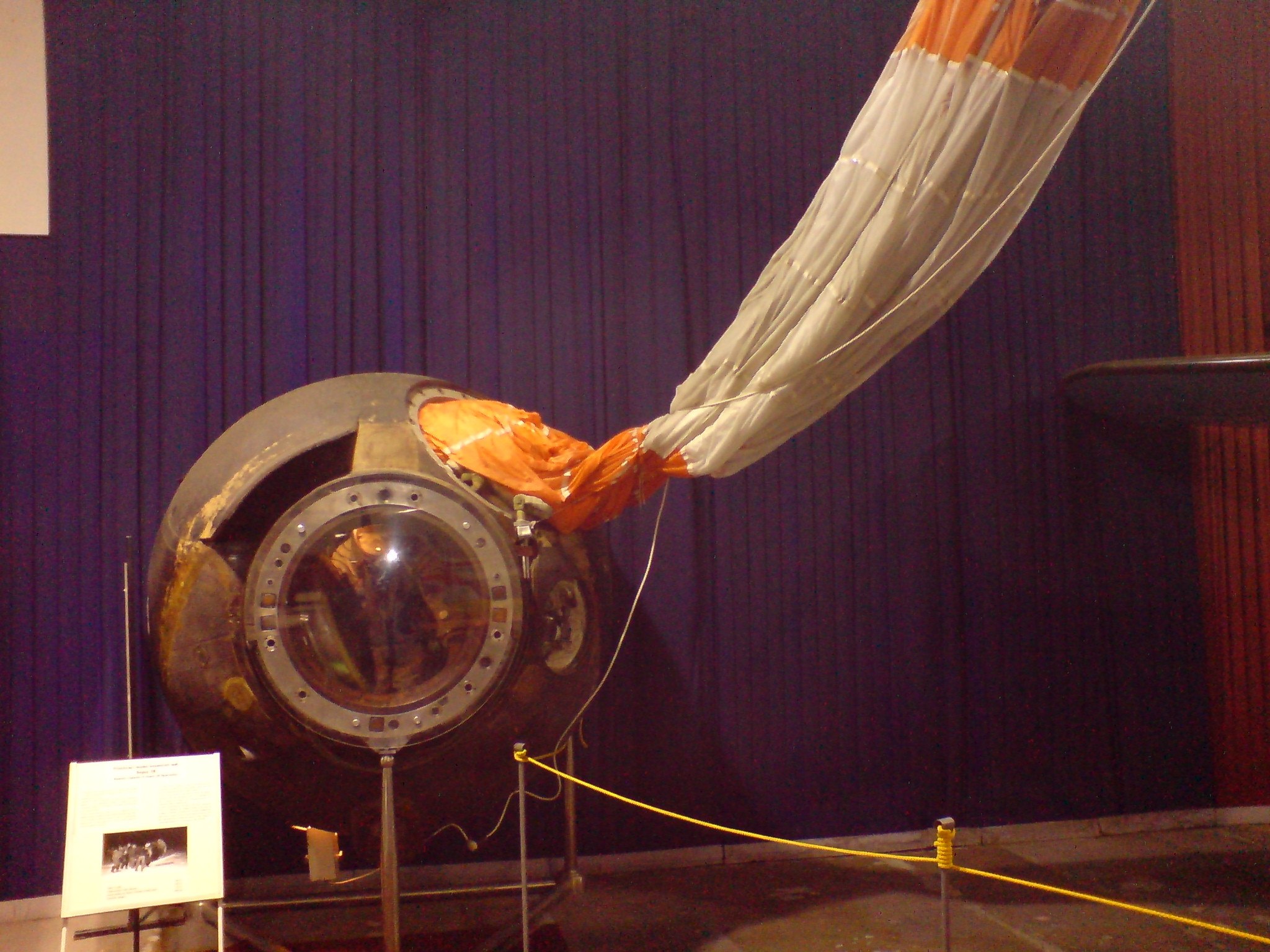
Moduł, którym Vladimír Remek wrócił na Ziemię

Vladimir Remek (ur. 26 września 1948 w Czeskich Budziejowicach) – czeski pilot wojskowy i polityk, pierwszy Czech w kosmosie. Poseł do Parlamentu Europejskiego dwóch kadencji VI i VII kadencji, ambasador w Rosji (2014–2018).

## Życiorys

### Wykształcenie i służba wojskowa
Naukę w szkole podstawowej rozpoczął w 1954 w rodzinnej miejscowości. W 1966 został absolwentem klasy matematyczno-fizycznej w liceum ogólnokształcącym w mieście Čáslav. W latach 1966–1970 kształcił się w wojskowej wyższej szkole lotniczej VLU w Koszycach. Po jej ukończeniu służył w siłach powietrznych armii czechosłowackiej, gdzie latał na samolocie ćwiczebnym L-29 Delfín. Od 1972 do 1976 był słuchaczem Wojskowej Akademii Sił Powietrznych im. Jurija Aleksiejewicza Gagarina w ZSRR. Na krótko wrócił do służby w lotnictwie w Českich Budějovicach.

### Udział w programie Interkosmos
Pod koniec 1976 razem z innymi czechosłowackimi finalistami naboru do lotu w kosmos – Oldřichem Pelčákem, Michalem Vondrouškiem i Ladislavem Klímą – udał się do Centrum Wyszkolenia Kosmonautów im. Jurija Aleksiejewicza Gagarina w Gwiezdnym Miasteczku pod Moskwą. Ostatecznie wybrano spośród nich Vladimíra Remka oraz Oldřicha Pelčáka, którzy razem z pilotami z Polski i Niemieckiej Republiki Demokratycznej 6 grudnia 1976 rozpoczęli szkolenie.
Od 2 do 10 marca 1978 Vladimír Remek uczestniczył w locie kosmicznym na pokładzie statku Sojuz 28. Był to pierwszy lot załogowy realizowany w ramach międzynarodowego programu Interkosmos. Dowódcą misji był Aleksiej Gubariew. Załoga Sojuza 28 przycumowała do stacji kosmicznej Salut 6, na której znajdowało się dwóch kosmonautów z załogi długotrwałej – Jurij Romanienko oraz Gieorgij Grieczko. Vladimír Remek przeprowadził na orbicie szereg eksperymentów naukowo-technicznych oraz biologiczno-medycznych, wśród nich m.in. doświadczenia z piecem Morava służącym do przetapiania różnych stopów, badanie wpływu lotu kosmicznego na zawartość tlenu w ludzkich tkankach czy hodowanie w stanie nieważkości glonów chlorella. 10 marca 1978 kapsuła Sojuza 28 wylądowała w odległości około 300 km na zachód od Celinogradu w Kazachstanie.
Jego nazwiskiem nazwano asteroidę (2552) Remek.

### Późniejsza działalność
Po powrocie do Czechosłowacji w latach 1979–1985 pracował w wojskowym instytucie naukowo-badawczym w Pradze. W 1985 został członkiem Stowarzyszenia Uczestników Lotów Kosmicznych (ASE). W 1990 objął stanowisko dyrektora Muzeum Lotnictwa Kbely, funkcję tę pełnił do 1995. W tym samym roku w stopniu pułkownika przeszedł do rezerwy. Przez siedem lat był przedstawicielem handlowym zakładów ČZ Strakonice.
W latach 2002–2004 pełnił funkcję radcy w ambasadzie Republiki Czeskiej w Federacji Rosyjskiej. W wyborach w 2004 uzyskał mandat deputowanego do Parlamentu Europejskiego z ramienia Komunistycznej Partii Czech i Moraw. W wyborach w 2009 z powodzeniem ubiegał się o reelekcję. Przystąpił do grupy Zjednoczonej Lewicy Europejskiej i Nordyckiej Zielonej Lewicy, a także do Komisji Budżetowej.
W 2013 złożył mandat europosła w związku z powołaniem na urząd ambasadora Republiki Czeskiej w Moskwie, sprawował go w latach 2014–2018.

## Odznaczenia i wyróżnienia
- Tytuł Bohatera Czechosłowackiej Republiki Socjalistycznej
- Złota Gwiazda i tytuł Bohatera Związku Radzieckiego
- Order Lwa Białego I klasy (2021)[1]
- Order Lenina
- Order Klementa Gottwalda
- Medal „Za zasługi w podboju kosmosu” (2011)[2]
- Universal Astronaut Insignia za lot orbitalny (nr 87) – Association of Space Explorers(inne języki)[3]

## Wykaz lotów
| Loty kosmiczne, w których uczestniczył Vladimír Remek.      | Loty kosmiczne, w których uczestniczył Vladimír Remek. | Loty kosmiczne, w których uczestniczył Vladimír Remek. | Loty kosmiczne, w których uczestniczył Vladimír Remek. | Loty kosmiczne, w których uczestniczył Vladimír Remek. | Loty kosmiczne, w których uczestniczył Vladimír Remek. |
| Nr                                                          | Data startu                                            | Data lądowania                                         | Statek kosmiczny                                       | Funkcja                                                | Czas trwania                                           |
| ----------------------------------------------------------- | ------------------------------------------------------ | ------------------------------------------------------ | ------------------------------------------------------ | ------------------------------------------------------ | ------------------------------------------------------ |
| 1                                                           | 2 marca 1978                                           | 10 marca 1978                                          | Sojuz 28                                               | Kosmonauta badacz                                      | 7 dni 22 godziny 17 minut                              |
| Łączny czas spędzony w kosmosie – 7 dni 22 godziny 17 minut |                                                        |                                                        |                                                        |                                                        |                                                        |